# Dryops
Dryops es un género de escarabajos de la familia Dryopidae.

## Especies
- Dryops algiricus (Lucas, 1846)
- Dryops anglicanus Edwards, 1909
- Dryops arizonensis (Schaeffer, 1905)
- Dryops auriculatus (Geoffroy, 1785)
- Dryops caspius (Menetries, 1832)
- Dryops championi Dodero, 1918
- Dryops costae (Heyden, 1891)
- Dryops doderoi Bollow, 1936
- Dryops ernesti Des Gozis, 1886
- Dryops femorata Fabricius, 1792
- Dryops gracilis (Karsch, 1881)
- Dryops griseus (Erichson, 1847)
- Dryops luridus (Erichson, 1847)
- Dryops lutulentus (Erichson, 1847)
- Dryops nitidulus (Heer, 1841)
- Dryops raffrayi (Grouvelle, 1898)
- Dryops renateae
- Dryops rufipes (Krynicki, 1832)
- Dryops similaris Bollow, 1936
- Dryops striatellus (Fairmaire & Brisout, 1859)
- Dryops striatopunctatus (Heer, 1841)
- Dryops subincanus (Kuwert, 1890)
- Dryops sulcipennis (A.Costa, 1883)
- Dryops viennensis (Heer, 1841)